# Ciwareng
Ciwareng is een bestuurslaag in het regentschap Purwakarta van de provincie West-Java, Indonesië. Ciwareng telt 7745 inwoners (volkstelling 2010).